# Frontiera militare
La Frontiera militare (conosciuta anche come Confine militare austriaco o Craina (frontiera); in croato Vojna granica o Vojna krajina; in serbo: Vojna granica / Војна граница, Vojna krajina / Војна Крајина; in sloveno: Vojna krajina; in tedesco: Militärgrenze; in ungherese: Határőrvidék; in romeno: Graniţă militară) fu una terra di confine dell'Austria asburgica e poi dell'Impero austro-ungarico che ebbe funzione di cordone sanitario contro le incursioni dell'Impero ottomano. Essa venne istituita nel XVI secolo dall'imperatore Ferdinando I, il quale la divise anche in due distretti ciascuno dei quali sotto una propria speciale amministrazione: la Frontiera militare croata e la Frontiera militare slavona. Entrambi questi distretti vennero posti sotto il comando generale croato nel 1783, il quale era alle dirette dipendenze di Vienna. Il suo territorio era compreso tra la Croazia centrale e la Transilvania occidentale, includendo parti delle attuali Croazia, Serbia, Romania ed Ungheria.

## Storia

### Le guerre ottomane

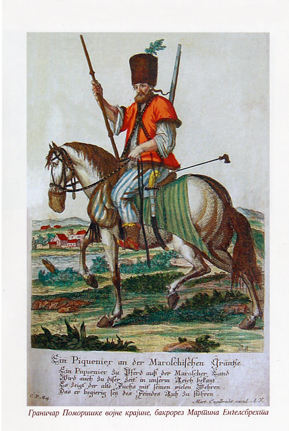
Soldato della frontiera del reggimento di stanza a Petrovaradino, prima metà del XVIII secolo.

Le guerre ottomane in Europa causarono uno spostamento a nord-ovest dei confini del Regno d'Ungheria prima e dei domini asburgici poi. Gran parte dell'antico territorio croato venne annesso dagli ottomani ai loro possedimenti.
Nel 1435 venne fatto un primo tentativo di rafforzare le difese nei confronti di ottomani e veneziani da re Sigismondo con la fondazione del cosiddetto tabor, un accampamento militare permanente in Croazia, Slavonia e nella regione di Usora. Nel 1463, il re Mattia Corvino fondò il banato di Jajce e Srebrenik, e nel 1469 la capitaneria militare di Segna, modellata sulle forme delle capitanerie ottomane nel Sangiaccato di Bosnia. Tutte queste azioni vennero provviste per una migliore difesa, ma si dimostrarono poco utili. Essa impegnava un quarto della fanteria croata e della cavalleria ussara dei serbi.
Dopo il 1526, gli Asburgo vennero prescelti dal parlamento locale come re di Croazia, e l'imperatore Ferdinando I promise al parlamento locale che avrebbe fornito 200 cavalieri e 200 fanti e che avrebbe fornito il denaro per altri 800 cavalieri che sarebbero stati sottoposti al comando dei croati. Presto l'Impero asbugico fondò una nuova capitaneria a Bihać. In breve tempo, tutto ciò si dimostrò ancora una volta fallimentare, dal momento che nel 1529 gli ottomani riuscirono a oltrepassare questa linea, catturando Buda ed assediando Vienna.
Nel 1553, i territori di confine vennero riformati per la prima volta sotto il comando di Ivan Lenković. La frontiera venne a questo punto divisa in Frontiera militare croata (Krabatische Gränitz) e Frontiera militare slavona (Windische, Oberslawonische Gränitz). Il confine con l'Impero ottomano venne dunque posto sulla linea Segna-Otočac-Slunj-Glina-Hrastovica-Sisak-Ivanić-Križevci-Đurđevac e venne fortificato con molti forti di diverse dimensioni. I nuovi capitanati vennero posti nei forti più importanti: Ogulin, Hrastovica, Žumberak, Koprivnica, Križevci e Ivanić, tutti presidiati da cavalleria pesante austriaca e da cavalleria leggera croata. I forti più piccoli vennero invece presidiati dalla fanteria austriaca e da quella leggera croata.
Le nuove spese militari divennero di peso ed al Congresso dei Territori dell'Austria Interna tenutosi a Bruck an der Mur nel 1578 vennero definite le obbligazioni di ciascuna terra per coprire le spese e definire le priorità per la strategia difensiva. La nobiltà della Stiria finanziò la Frontiera della Slavonia mentre il restante dell'aristocrazia proveniente dalla Bassa Austria, Alta Austria, Carniola, Carinzia e Salisburgo, finanziò la Frontiera croata.
Dalla fine del XVI secolo, la frontiera militare croata divenne nota col nome di "generalato di Carlovizza" (Karlovac generalat), e dagli anni '30 del Seicento la frontiera militare slavona venne conosciuta come "generalato di Varaždin" (Varaždin generalat). Durante il XVI ed il XVII secolo, l'amministrazione militare della frontiera venne spostata dal bano croato all'alto comando austriaco dell'arciduca Carlo e del Consiglio di Guerra di stanza a Graz.
Malgrado il supporto finanziario dell'aristocrazia dell'Austria Interna, il finanziamento della Frontiera militare non fu sufficiente. Il comando militare a Graz decise di provare delle soluzioni per altre unità mercenarie. Nella prima metà del Seicento la corte imperiale decise di dare a queste terre confinarie dei privilegi per meglio accogliere gli immigrati (in particolare Uscocchi e rifugiati degli ottomani), consentendo a loro di entrare anche a far parte dell'esercito imperiale. Il rimanente della popolazione locale venne incoraggiata dal ricevere lo status di liberi contadini, esentati dal divenire servi della gleba ed altri privilegi minori.
Nel novembre del 1630, l'imperatore proclamò i cosiddetti Statuta Wallachorum  Archiviato il 22 novembre 2021 in Internet Archive., che regolò lo status dei valacchi stabilendo anche le loro obbligazioni ed i loro diritti interni e per l'amministrazione autonoma. La popolazione della frontiera, ad ogni modo, fu sempre di etnie miste con maggioranza di croati ma con minoranze serbe e di rifugiati ottomani. Gran parte degli abitanti di questa zona si specializzò nella professione militare al servizio dell'impero, combattendo poi in molte delle guerre europee che nel corso del secolo coinvolsero l'Impero anche molto tempo dopo la scomparsa del potere ottomano.
Nel 1673, venne creata la prima mappa dettagliata della Frontiera Militare ove venivano indicati anche i luoghi di divertimento ed i bagni pubblici per gli ufficiali della guardia confinaria.

### Dopo la Grande Guerra Turca ed il Trattato di Karlowitz
Il XVII secolo fu un periodo relativamente pacifico per la frontiera militare austriaca, durante il quale vennero compiuti solo piccoli raid turchi dall'Eyalet di Bosnia. Dopo che l'esercito ottomano venne espulso alla Battaglia di Vienna nel 1683, la Grande Guerra Turca ebbe fine con gran parte delle terre croate tornate sotto il controllo asburgico. Malgrado questo, il sistema della frontiera militare venne mantenuto e venne espanso nei nuovi territori acquisiti di Licca, Cordone, Banovina, bassa Slavonia, Sirmia, Bačka, Banato, Pomorišje e Transilvania. L'Impero valutò la possibilità di stabilire un controllo centrale dell'area, assegnandole però unità poco costose in quanto erano ormai considerate terminate le grandi ondate dei secoli precedenti.
Dopo il Trattato di Karlowitz del 1699, vennero formate delle unità denominate Serežan, con compiti militari e di polizia locale. I membri di questo corpo non erano pagati, ma erano esentati dal pagamento di tutte le tasse. In quanto unità non regolari, vestivano un'uniforme popolare. Nel secolo successivo, ciascun reggimento aveva una sezione di serežani, guidata da un oberbaša o harambaša (sergente), diversi unterbaša (caporali) e vicebaša (vice caporali). Questi organizzarono dei controlli confinari in Bosnia, un terreno all'epoca particolarmente difficile, fermando le incursioni di banditi. Il vantaggio dell'impiego di queste truppe era la loro estrema conoscenza del territorio che invece non aveva l'esercito professionale.
Dal 1718 al 1739, la Frontiera Militare giunse ad includere anche la parte settentrionale dell'attuale Bosnia-Erzegovina.
Nel 1762 venne creata la Frontiera militare della Transilvania.
A metà del XVIII secolo, la Frontiera venne ancora una volta riorganizzata e modellata con la disposizione fissa di reggimenti regolari dell'esercito imperiale. Nel 1737 gli Statuti di Valacchia vennero formalmente aboliti, tutti i precedenti capitanati e voivodati vennero eliminati e l'area venne suddivisa in comandi generali, reggimenti e compagnie:
- Varaždin, comando generale
  - Križevci, reggimento
  - Đurđevac, reggimento
- Karlovac, comando generale
  - Lika, reggimento
  - Otočac, reggimento
  - Ogulin, reggimento
  - Slunj, reggimento
- Zagabria, comando generale
  - Glina, reggimento
  - Petrinja, reggimento
- Slavonia, comando generale
  - Gradiška, reggimento
  - Brod, reggimento
  - Petrovaradin, reggimento
- Banat, comando generale
  - Serbi (illirici), sezione
  - Tedeschi, sezione
  - Rumeni (valacchi), sezione

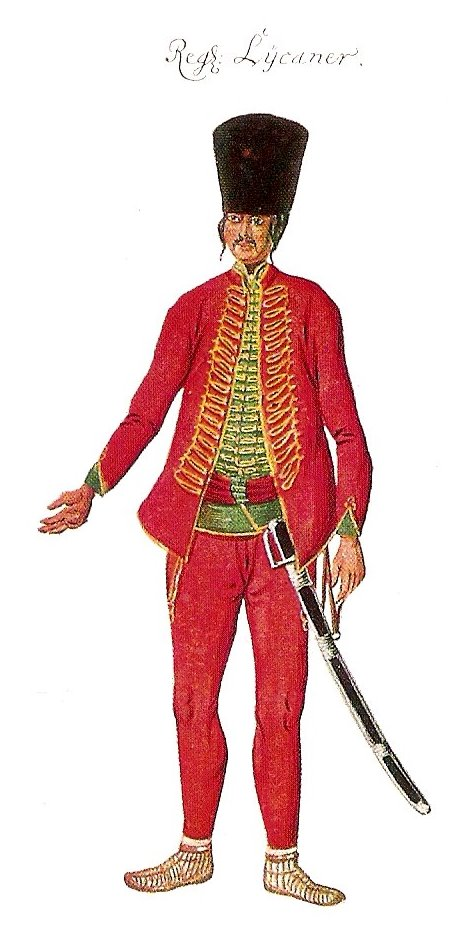
Kaiserliches Infanterieregiment No. 60 Albertina-Handschrift 1762.

Dopo il 1767, ogni dodici abitanti era previsto un soldato per la Frontiera Militare, mentre per il resto dei territori asburgici esso era previsto ogni 62 abitanti. I soldati impiegati nella frontiera divennero militari professionisti, pronti per tutti i campi di battaglia ed a tutte le situazioni, estremamente duttili sul campo e molto attenti agli usi ed ai costumi locali, essendo perlopiù serbi e croati, con minoranze tedesche, magiare, slovacche, ceche, ucraine ed una serie di personale amministrativo proveniente direttamente da Vienna.
Nel 1787, l'amministrazione civile venne separata da quella militare, ma nel 1800 si tornò allo status precedente. Con la Legge Basica della Frontiera del 1850, l'amministrazione della Frontiera Militare venne divisa e le terre iniziarono sempre più a comparire come uno stato unitario. Il comando principale venne posto a Zagabria, ma continuò ad essere diretto dal Ministero della Guerra di Vienna.

### La quarantena sanitaria nella frontiera militare
Dal 1770 al 1871, le autorità asburgiche mantennero un corridoio sanitario di quarantena lungo le oltre 1000 miglia di frontiera militare con l’Impero ottomano, un’istituzione che combinava sorveglianza politica, economica e medica. L’idea ebbe origine nella scienza medica dell’era dell’illuminismo, che l’imperatrice Maria Teresa d'Austria trasformò in una politica più sistematica.
A quel tempo, la convinzione prevalente era che la fonte della peste fosse il Vicino Oriente, il Levante, che a quel tempo coincideva con i domini ottomani (si vedano su questo gli eccellenti studi di Nükhet Varlık sulla peste e sulla medicina moderna).
Una parte fondamentale della prevenzione della peste quindi, insieme alla riforma delle pratiche sanitarie nei domini asburgici, era l’istituzione di stazioni permanenti di quarantena lungo il confine ottomano. In teoria, tutti i viaggiatori in arrivo dall’Impero ottomano dovevano rimanere lì 21 giorni (42 in caso di peste).
Le pratiche differivano. I dignitari ottomani di alto rango restavano talvolta per periodi più brevi. Molte persone attraversavano la frontiera militare fuori dalle stazioni preposte; alcuni venivano catturati e messi in quarantena e successivamente rilasciati; altri rispediti indietro. All’inizio, le punizioni per i trasgressori erano severe, ma in seguito le cose cambiarono.
La maggior parte delle merci, persino posta e denaro, doveva trascorrere del tempo in quarantena; le buste postali venivano forate e i fumigate, le monete immerse nell’aceto, etc. Il costo di tali misure di quarantena veniva pagato dagli abitanti locali oltre che dai viaggiatori. Molti residenti al confine, lungi dall’essere dissuasi dal confine sanitario, lo incorporarono nei loro piani di viaggio e di commercio. “Vieni e assicurati di lasciare abbastanza tempo per la quarantena di 21 giorni”, scriveva un funzionario vaticano del XVII secolo in un invito ai francescani bosniaci.
Ma dal XIX secolo molti iniziarono a criticare questi ostacoli agli affari. E le conoscenze mediche in evoluzione non raccomandavano più confini sanitari permanenti. Con l’aumento dei dati medici, le critiche politiche e le richieste economiche per il “libero scambio”, l’intera istituzione della frontiera militare e le pratiche sanitarie di quarantena furono riformate dopo il 1840 e alla fine abbandonate dal 1871.

### Abolizione della frontiera
La Frontiera militare della Transilvania venne incorporata nel principato di Transilvania nel 1851. Il parlamento croato portò avanti diversi tentativi di demilitarizzare la Frontiera adiacente ai propri territori in seguito al venir meno della minaccia rappresentata dall'impero ottomano. La demilitarizzazione ebbe inizio nel 1869 e l'8 agosto 1873, sotto la guida di Francesco Giuseppe, venne abolita la Frontiera militare del Banato ed incorporata nel Regno d'Ungheria, mentre parte della Frontiera militare croata venne incorporata nel Regno di Croazia e Slavonia. Il resto della frontiera croata e della Slavonia vennero incorporate al regno il 15 luglio 1881 e l'incorporazione effettiva avvenne nel 1882 dopo che con la creazione dell'amministrazione austro-ungarica in Bosnia ed Erzegovina nel 1878 era venuta meno la sua necessità.